# Sugar Pie DeSanto
Sugar Pie DeSanto, nom de scène d'Umpeylia Marsema Balinton, née le 16 octobre 1935 à New York et morte le 20 décembre 2024, est une chanteuse noire américaine de rhythm and blues.

## Biographie
Sugar Pie DeSanto naît dans le quartier de Brooklyn, d'un père philippin et d'une mère afro-américaine, pianiste, qui lui donne le goût de la musique. Elle a 4 ans lorsque sa famille déménage à San Francisco.
En 1955, Johnny Otis, toujours à l'affût des nouveaux talents, la remarque alors qu'elle participe à un « tremplin » à l'Ellis Theater. Sa voix est déjà bien assurée et rugueuse. Mais c'est surtout l'énergie sur scène que développe cette femme qui l'impressionne. Il la fait enregistrer et la propulse dans ses spectacles.
En 1960, elle connaît le succès avec I Want to Know, enregistré avec l'orchestre de son mari Pee Wee Kingsley. Le titre se classe quatrième au palmarès R&B du Billboard.
En 1962, séparée de son mari, elle s'installe à Chicago et signe chez Chess Records. Deux de ses enregistrements entrent dans le Top 20 du Billboard : Slip-in Mules, n° 10, qui se veut une réponse au succès High Heel Sneakers, de Tommy Tucker, et Soulful Dress, n° 19, toutes deux en 1964. Use What You Got, Do I Make Myself Clear et In the Basement (part. 1), ces deux dernières enregistrées avec sa vieille amie Etta James, connaissent aussi des succès moindres.
En 1959 et 1960, James Brown la prend dans son show en première partie pour chauffer la salle, ce qu'elle excelle à faire.
En 1964, elle tourne en Europe avec l'American Folk Blues Festival.
En 1967, Chess ne renouvelle pas son contrat et Sugar Pie DeSanto enchaîne les petits labels sans jamais retrouver le succès.
En octobre 2006, un incendie nocturne détruit sa maison d'Oakland : Jesse Earl Davis, son mari depuis vingt-sept ans, y trouve la mort.
En juin 2008, une partie de ses enregistrements sont détruits lors de l'incendie qui ravage les studios Universal en Californie.
Sugar Pie DeSanton a composé une centaine de chansons.

## Discographie
CD
- Down in the Basement - The Chess Years, Chess Records, 1988
- Go go Power (The Complète Chess Singles 1961-1966), Kent Records, 2009
- A Little Bit of Soul 1957-1962, Jasmine Records, 2017

## Récompenses
Plusieurs prix récompensent sa carrière : « meilleure chanteuse de blues » du Bay Area Music Award 1999 ; Pioneer Award 2008 de la Rhythm and Blues Foundation ; Goldie Awards 2009 pour l'ensemble de sa carrière ; le 10 décembre 2020, elle est honorée par la Fondation Arhoolie .